# 적오산성
적오산성(赤鰲山城)은 대전광역시 유성구 덕진동에 있는 삼국시대의 산성이다. 1990년 5월 28일 대전광역시의 기념물 제13호로 지정되었다.

## 개요
대전광역시 유성구에 있는 해발 255.1m의 적오산 정상에 만들어진 산성으로 덕진산성이라고 불린다.
성벽은 산의 자연지형을 이용하여 정상을 둘러 쌓았으며, 마름모꼴의 모양으로 둘레는 730m이다. 성벽은 자연석을 가로 쌓기 하였으며, 바깥면을 자연스럽게 맞추어 그 안쪽으로는 같은 크기의 돌을 엇물려 쌓았고, 위로 올라갈수록 약간 경사를 이루게 하였다.
성은 정상을 중심으로 하여 능선을 따라 만들었는데 북단으로 연결된 곳에 북문터가 있다. 이곳에서 약 210m 지점에 서문터가 있고 조금 떨어진 곳에는 돌로 만든 우물이 있다. 성벽은 다시 동쪽으로 구부러져 동문터와 연결되고 있으며, 남벽은 안쪽 높이 1.5m∼2m, 바깥 높이 5m∼6m가 남아 있다.
이곳에서 백제, 통일신라, 고려시대의 것으로 보이는 기와와 토기조각들이 출토되어 성의 사용시기를 알 수 있다.

## 현지 안내문
적오산(해발 255.1m)의 정상에 자연지형을 이용하여 테를 두르듯 돌을 쌓아 만든 백제시대의 성으로 '덕진산성'이라고도 한다. 마름모똘 평면을 하고 있는 730m 정도의 성벽은 거의 붕괴되었으나 북벽의 가운데 일부가 남아 있어, 다듬지 않은 돌을 가로로 엇물려 쌓으며 위로 올라 갈수록 조금씩 뒤로 물려 쌓았음을 알 수 있다. 문터는 동·서·남·북에 각각 1곳씩 남아 있고, 서문터에서 안쪽으로 약 30m 떨어진 곳에 우물이 있다. 성내에는 4개의 건물터가 남아 있는데, 건물터 주변에서 백제시대 후기, 통일신라시대, 고려시대에 이르는 다양한 기와와 토기 조각들이 출토되어 오랜 기간 동안 사용하였던 것을 알 수 있다. 백제시대 소비포현을 다스리던 행정 중심지로 알려지고 있다.

## 같이 보기
- 적오산

## 참고 자료
- 적오산성 - 국가유산청 국가유산포털